# Heesveld
Heesveld is een gehucht in de Belgische gemeente Bilzen-Hoeselt.
Hoewel deze plaats zich bevindt tussen de gehuchten Eik en Schoonbeek, die respectievelijk deel uitmaken van de deelgemeentes Munsterbilzen en Beverst, behoort Heesveld tot de deelgemeente Bilzen.
De Demer stroomt ten zuiden van Heesveld. In het oosten wordt het gehucht van Eik gescheiden door de goederenspoorlijn naar de haven van Genk.